# 巴喬·班迪內利
巴喬·班迪內利（Baccio Bandinelli；1493年11月12日—1560年2月7日）是一位義大利文藝復興時期的雕塑家、繪圖員和畫家。

## 生平
巴喬·班迪內利是佛羅倫斯一位著名金匠的兒子，他首先在店裡當學徒。在孩童時期，他在列奧納多·達·文西的雕塑家朋友喬瓦尼·弗朗切斯科·魯斯蒂奇（Giovanni Francesco Rustici）的指導下當學徒。他最早的作品之一是為朱利亞諾·德·美第奇製作的聖傑羅姆蠟像，經約翰·波普·軒尼詩（John Pope-Hennessy）鑑定為班迪內利的作品。
1515年，多納泰羅在聖洛倫索的講壇上安裝了多納泰羅的淺浮雕面板，班迪內利是佛羅倫薩風格主義團體中的一位領袖，他的靈感重新燃起。1515年，他在熱那亞向查理五世展示了《宣誓作證》浮雕。雖然現在浮雕已經丟失，但安東尼奧·蘇西尼（Antonio Susini）在1600年創作的青銅器（收藏於羅浮宮）顯示了多納泰羅的情感音調和強度對他產生的影響；班迪內利畫了幾幅多納泰羅浮雕的圖畫，儘管後來他在寫給科西莫一世·德·美第奇的信中貶低多納泰羅浮雕。